# The Chamanas
The Chamanas, fue una banda mexicana de indie pop formada en 2013 y compuesta por Amalia Mondragón (Voz), Manuel Calderón (Bajo), Héctor Carreón (Guitarra), Alejandro Bustillos (Batería) y Fernando Fonseca (Teclados). Posteriormente, se sustituyó la voz de Amalia por Paulina Reza (Voz).

## Trayectoria
Este conjunto de fusión Fronterizo Indie pop, utiliza una combinación única de varios estilos y géneros que van desde el folklore tradicional mexicano, Pop, Bossa Nova brasileña, Indie, Danzon, entre otros sonidos oscuros y sintéticos. Los Chamanas, son capaces de crear una conexión musical entre dos países. La frontera entre El Paso, Texas y Ciudad Juárez, Chihuahua  ha dado a luz a esta banda, que representa la cultura de esta frontera metropolitana y la transmite a través de su música.
Uno de los momentos más importantes ocurrió el 5 de mayo de 2015 cuando Portugal. The Man lanzó la versión en español de "Purple Yellow Red & Blue". A principios del 2015 se unieron a las disqueras independientes, Cassette México y Nacional Records, y luego lanzaron su primer EP, llamado "Fronterizo". Después de su exitoso debut, The Chamanas lanzó tres videos musicales y a finales de agosto del 2015, su primer álbum llamado Once Once, que fue grabado en el legendario estudio Sonic Ranch.  "Once Once " también ganó Mejor Álbum Pop en los premios de música independiente (IMAS) en México a nivel nacional. Los Chamanas fueron capaces de abrir conciertos para bandas de gran renombre como Zoe, Vetusta Morla, Enjambre, Jarabe de Palo, Nina Diaz, entre otros.
The Chamanas fueron nominados a Mejor Nuevo Artista en los Latin Grammys 2016
En su trayectoria han pisado escenarios de festivales importantes de talla internacional como LAMC (NY), Vive Latino (CD.MX.), SXSW (Austin, TX), JRZ Music Fest (Juárez) and ALMAX (Colombia) y colaborado con bandas como de alto renombre como Portugal The Man, Beach House, Odesza, Enjambre, Dave Sytek from TV On The Radio, por mencionar algunos. 
En el 2016 lanzaron una reedición de su primer disco llamado "Once Once Deluxe", en el cual incluyeron tres nuevas canciones tituladas como "Murió La Flor", "Ramas" y "Neblina" a dueto con Los Angeles Negros .

## Significado

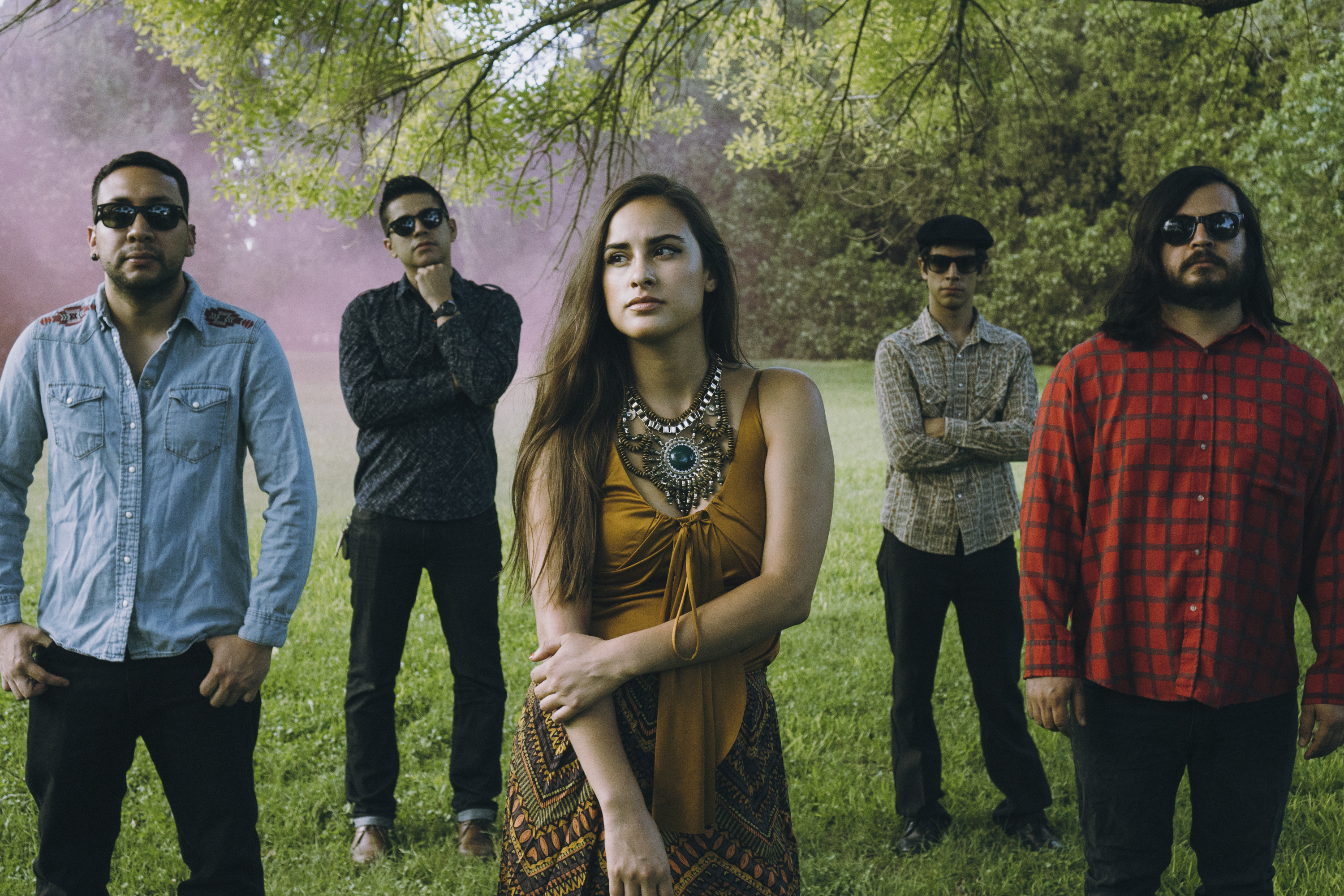

El nombre de la banda hace referencia a la mezcla de culturas que sucede en una región fronteriza. "The" en inglés y "Chamanas" en español es un nombre compuesto "Pocho" debido a la forma en que la gente puede ser fluida y puede hablar constantemente dos idiomas al mismo tiempo. El nombre también viene de la idea de que la música puede cambiar la manera en que la gente piensa y siente, de manera muy positiva, como la Musicoterapia. Un "Chamán" es una persona espiritual que puede curar con energía y medicina natural, y la música tiene propiedades curativas, lo cual se convirtió en la razón principal de la elección del nombre.

## Discografía
- Fronterizo EP[14] (EP)
- Once Once[15] (2015)
- Once Once (Deluxe)[16] (2016)
- Nea - The Chamanas (2017)

## Colaboraciones
- "Regalo de Reyes" Featuring Luis Humberto Navejas (Enjambre)
- "Purple Yellow Red & Blue" versión en español oficial de Portugal. The Man cover
- "Neblina" Featuring Los Angeles Negros.
- Ismael Serrano "Apenas Se Nada de la Vida" Featuring The Chamanas en "La Respuesta" EP
- ODESZA "Everything at Your Feet" featuring The Chamanas. 2017

## Videos y apariciones en televisión
The Chamanas han lanzado varios videos musicales incluyendo: 
- la versión huasteca de "Purple Yellow Red & Blue" de Portugal. The Man, "Alas de Hierro"[17] y "Ramas"[18] que fueron producidos y dirigidos por Julio Abad y Mundo Lujan en Autumn Leave Films.
- "Dulce Mal" dirigido por Paco Ibarra.
- "Te Juro Que Te Amo"[19] cover de Los Terrícolas que fue grabado exclusivamente con cámaras de teléfonos móviles.

Su música también ha sido incluida en series para streaming como "Sr. Ávila" de HBO Latinoamérica que fue filmada en la Ciudad de México o La Casa de las Flores para Netflix.

## Festivales
- Vive Latino
- SXSW
- Beach House Texas Tour
- Festival Almax
- JRZ Music Fest
- LAMC